# Società Editrice Sonzogno
Die Società Editrice Sonzogno (Verlagsgesellschaft Sonzogno) ist ein italienischer Buch- und Zeitschriftenverlag in Mailand.
Die Gesellschaft wurde 1804 von Giovanni Battista Sonzogno als Buchdruckerei gegründet und entwickelte sich schnell zu einem der führenden Häuser der italienischsprachigen Welt. Herausgegeben wurden neben zahlreichen illustrierten Werken eine ganze Reihe von Sammelwerken wie Biblioteca classica economica, Biblioteca universale oder Biblioteca romantica economica. Später kamen auch Zeitungen wie Il Secolo oder Il Secolo Illustrato und Modezeitschriften hinzu. 
1874 wurde ein Musikalienhandel gegründet, der von Edoardo Sonzogno, einem Enkel des Gründers, geleitet wurde. Hier wurden Werke von Georges Bizet, Jules Massenet, Pietro Mascagni, Ruggero Leoncavallo, Giacomo Puccini, Umberto Giordano und Francesco Cilea herausgegeben.
1943 wurde das Verlagsgebäude bei einem Bombenangriff der Alliierten völlig zerstört.
Seit 1980 gehört der Verlag zur Verlagsgruppe Fabbri.